# 亚历山大·阿克肖年科
亚历山大·谢尔盖耶维奇·阿克肖年科（羅馬化：Aleksandr Sergeyevich Aksyonenko；1986年3月8日—）是俄罗斯职业冰球后卫。他曾效力于大陆冰球联赛的新库兹涅茨克冶金队。2008—09年大陆冰球联赛赛季，他代表阿穆尔哈巴洛夫斯克队首次亮相大陆冰球联赛。自2021年9月，他担任第八届国家杜马议员。